# 二本松郵便局
二本松郵便局（にほんまつゆうびんきょく）
- 福島県二本松市にある郵便局。本記事にて記述する。

二本松簡易郵便局（にほんまつかんいゆうびんきょく）
- 長崎県長崎市にある簡易郵便局。局番号は76785。

二本松郵便局（にほんまつゆうびんきょく）は、福島県二本松市にある郵便局。民営化前の分類では集配普通郵便局であった。

## 概要
住所：〒964-8799 福島県二本松市本町2-2-2

## 沿革
- 1872年8月4日（明治5年7月1日） - 二本松郵便取扱所として開設[1]。
- 1873年（明治6年）4月1日 - 二本松郵便役所となる。
- 1875年（明治8年）1月1日 - 二本松郵便局（三等）となる。同年10月より為替取扱を開始。
- 1879年（明治12年）4月10日 - 貯金取扱を開始。
- 1889年（明治22年）4月16日 - 二本松郵便電信局となる。
- 1903年（明治36年）4月1日 - 通信官署官制の施行に伴い二本松郵便局となる。
- 1949年（昭和24年）
  - 3月15日 - 特定郵便局から普通郵便局に局種別改定[2]。
  - 6月1日 - 逓信省が郵政省と電気通信省に分割するのに伴って、二本松郵便局と二本松電報電話局に分割[3]。
- 1956年（昭和31年）9月1日 - 電話通話および和文電報受付事務の取扱を開始[4]。
- 1998年（平成10年）9月1日 - 外国通貨の両替および旅行小切手の売買に関する業務取扱を開始。
- 2000年（平成12年）10月23日 - 二本松市本町二丁目2-2から同3-1に移転。
- 2001年（平成13年）10月29日 - 二本松市本町二丁目2-2に戻る。
- 2006年（平成18年）10月2日 - 東和郵便局、百目木郵便局、安達郵便局から集配業務の全部と、上川崎郵便局から集配業務の一部[5]を移管[6]。
- 2007年（平成19年）10月1日 - 民営化に伴い、併設された郵便事業二本松支店に一部業務を移管。
- 2012年（平成24年）10月1日 - 日本郵便株式会社発足に伴い、郵便事業二本松支店を二本松郵便局に統合。

## 取扱内容
- 郵便、印紙、ゆうパック、内容証明
- 貯金、為替、振替、振込、国際送金、国債、投資信託
- 生命保険、バイク自賠責保険、自動車保険、がん保険、引受条件緩和型医療保険
- ゆうちょ銀行ATM
- 二本松市内の一部地域（〒964-xxxx）の集配業務
- ゆうゆう窓口

## 周辺
- 二本松警察署
- 二本松図書館
- 国道4号
- 国道459号
- 阿武隈川

## 新型コロナウイルス感染
- 2020年4月10日、福島県内では8日、新たに5人の新型コロナウイルス感染が確認され、感染者は累計29人となった。5人のうち2人は二本松郵便局員。7日にも3人の感染が確認されたばかりで、県保健福祉部長は「クラスター（感染集団）として認識した[7]。

## アクセス
- JR東北本線 二本松駅から徒歩約4分
- 福島交通バス 二本松郵便局前停留所下車
- 東北自動車道 二本松ICから東へ約1km
- 駐車場あり：18台